# Leodia sexiesperforata
Genre
Espèce
Le Dollar des sables à 6 trous (Leodia sexiesperforata) est une espèce d'oursins plats de l'ordre des Clypéastéroïdes et de la famille des Mellitidae, le seul du genre Leodia.

## Description

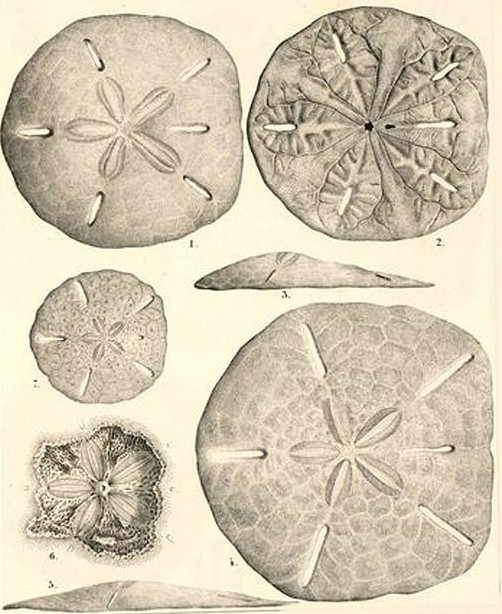
Leodia sexiesperforata par Louis Agassiz (1841).

Ce sont des oursins plats, d'où leur surnom anglais de sand dollars, du fait de leur ressemblance avec une grosse pièce.
Leur forme est arrondie et globalement plate à part un léger renflement antérieur ; le diamètre des adultes est compris entre 5 et 15 cm. Le test (coquille) est perforé de six lunules radiales allongées (l'antérieure étant anale, à l'embouchure de laquelle se trouve l'anus). Le corps est couvert de radioles (piquants) fines et courtes formant un tapis mobile permettant la progression dans le sable. La bouche, très réduite, occupe une position centrale sur la face inférieure vers laquelle convergent les cinq dépressions de filtration, et la lanterne d'Aristote (appareil masticateur) est modifiée en « moulin à sable » plat.
Sur le test, le système apical comporte les quatre gonopores et le madréporite, et les pétales ambulacraires sont ellipsoïdaux et relativement courts.

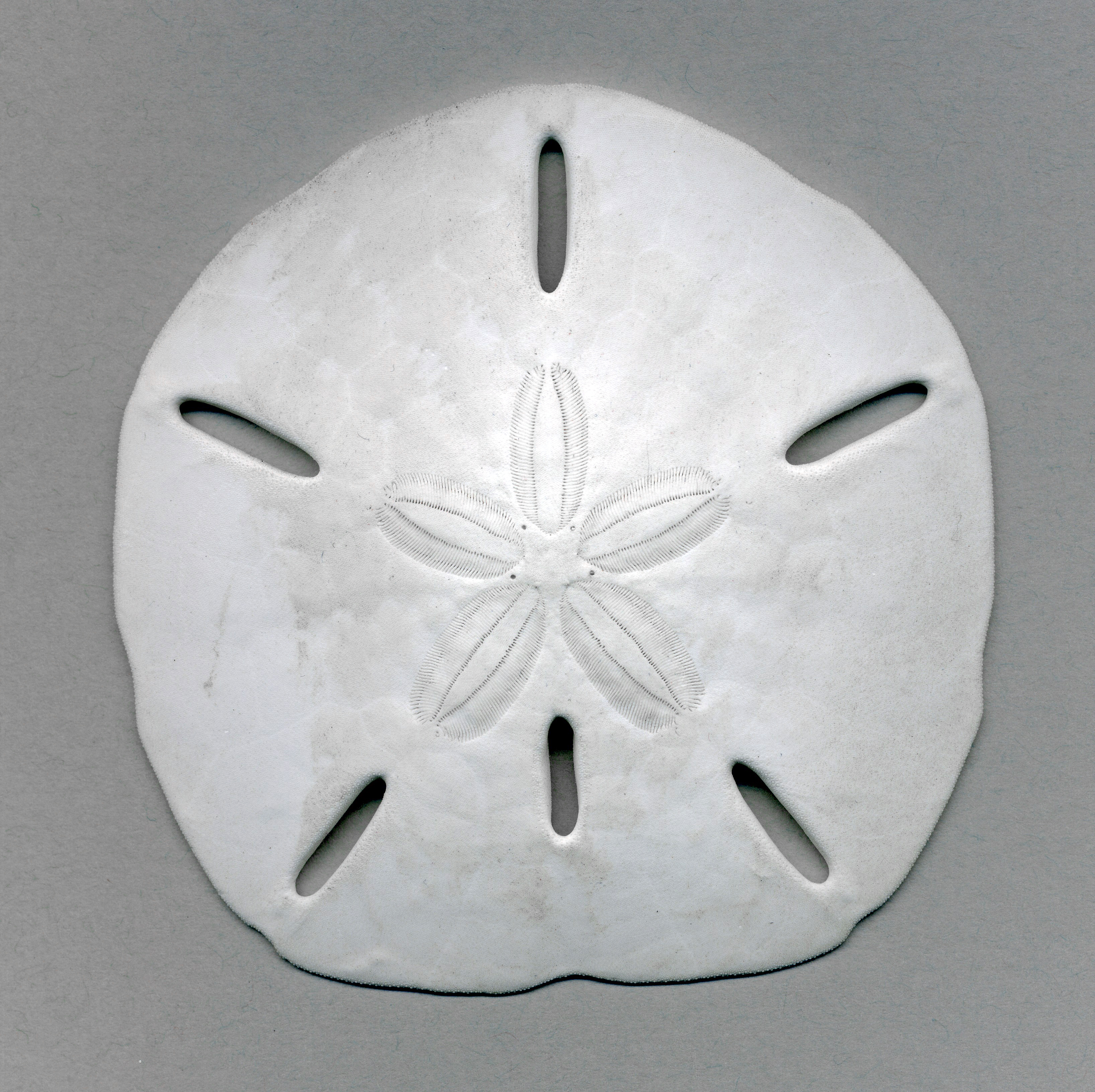
Leodia sexiesperforata, face aborale
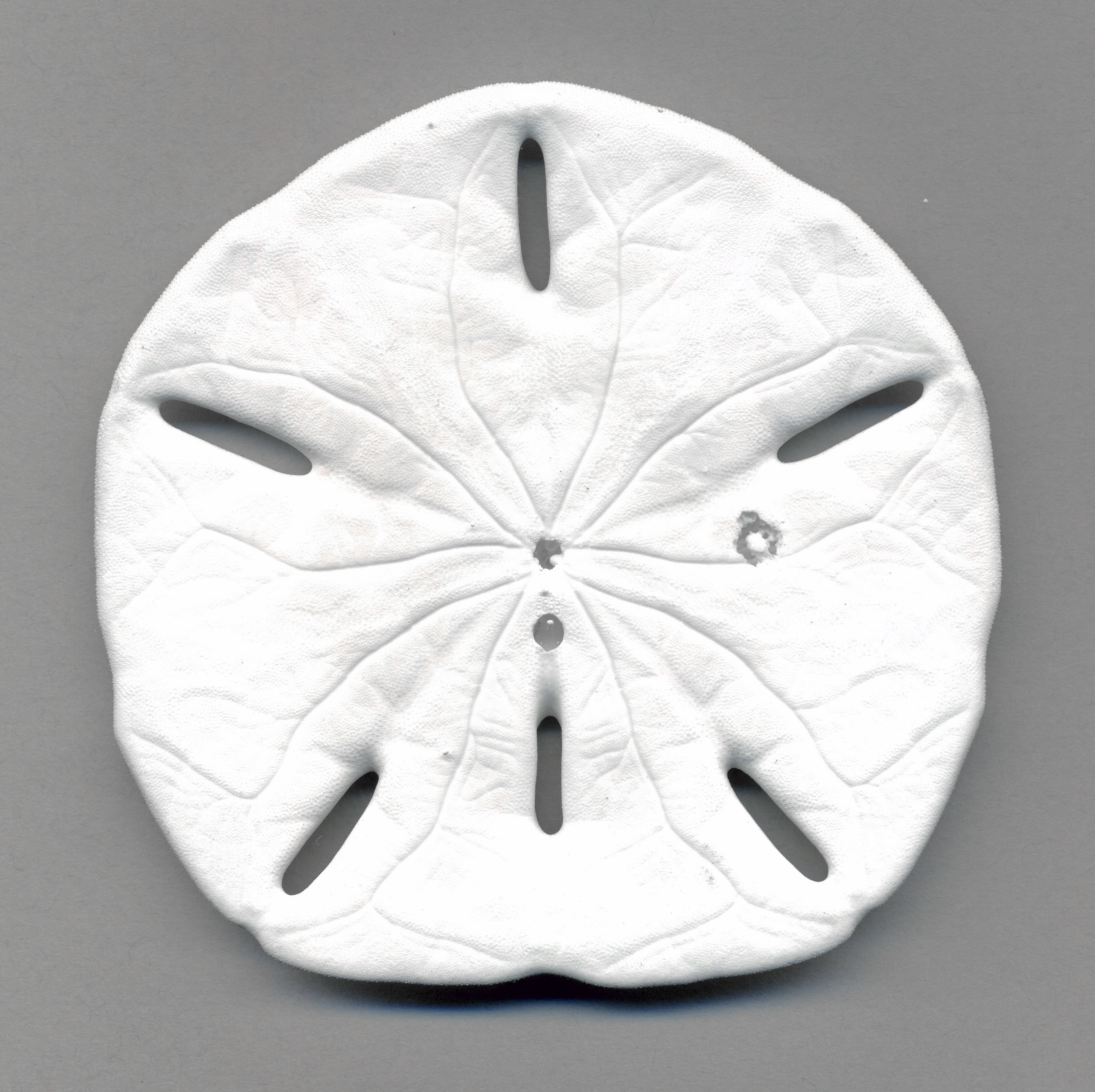
Face orale
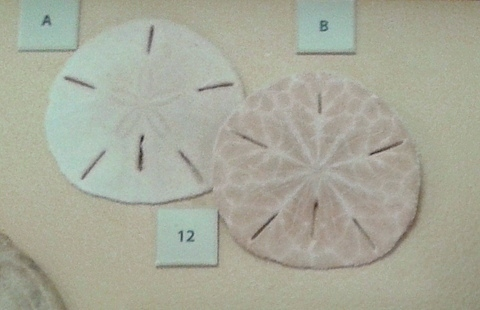
Faces aborale et orale.

## Habitat et répartition
Ces oursins se trouvent sur les côtes tropicales de l'Atlantique Ouest, de la Caroline du Sud à l'Argentine, entre 0 et 30 m de fond.

## Écologie et comportement
Ce sont des oursins fouisseurs, qui vivent enterrés dans le sable ou la vase, qu'ils filtrent pour en retirer les nutriments dont ils se nourrissent. Ils peuvent parfois former des populations très denses dans le sable (par exemple au Venezuela, à Puerto Cabello).